# Casa natale di Tiziano Vecellio
La Casa natale di Tiziano Vecellio è un museo situato a Pieve di Cadore, in provincia di Belluno.
La casa dove nacque Tiziano Vecellio nel corso degli anni è stata più volte restaurata e ricostruita, ma conserva ancora la sierra di un'antica casa in stile da Cadore. Alcune pareti sono rivestite interamente in legno, l'arredamento è rustico e l'atmosfera accoglie il visitatore nel mondo del pittore ricordato per le sue grandi opere.
Questa casa-museo è interamente visitabile e si sviluppa su due piani tra loro collegati da una scala in legno.
Al piano terra si trova un accogliente soggiorno, dove si possono ammirare riproduzioni di opere d'arte e copie di lettere autografe dell'artista e costituisce il punto di partenza del visitatore, che potrà poi proseguire con la visita negli altri cinque caratteristiche stanze al primo piano e che merita una menzione particolare è la cucina interna visitabile con camino tradizionale.
Costruito nel XV secolo come residenza familiare, che all’epoca della costruzione rappresentava una dimora tipica di una famiglia locale distinta, poi successivamente sottoposto a interventi di ristrutturazione commissionati nel 1926 dalla Magnifica Comunità di Cadore.
Inoltre, questa casa è stata il luogo di registrazione per il video ufficiale della canzone "Stringimi" dei Matia Bazar nel 1989.